# 橘祐典
橘 祐典（たちばな ゆうてん、本名:橘裕彦（たちばな ひろひこ）、1932年10月17日 - 2010年9月22日）は日本の映画監督。『どぶ川学級』や『にんげんをかえせ』、『東京大空襲 ガラスのうさぎ』をはじめ、反戦・労働運動を軸に社会派作品を手掛けたことで知られる。日本共産党員であった。

## 来歴
1932年10月17日、東京市牛込（現･東京都新宿区牛込）の出版業を営む家庭に生まれる。幼少時より映画好きが高じ、東京都立新宿高等学校を経て今井正、山本薩夫両監督の下に助監督として入り、以後独立系プロダクションを転々とする。初監督作品は1956年三井芸術プロの記録映画『働く少年のねがい』。1966年には青銅プロ設立に加わる。
製鉄会社の青年労働者との交流を通して、不良少年が更生する様を描いた1972年の監督作品『どぶ川学級』でモスクワ映画祭文部大臣賞を受賞。同作品は労働者による私教育実践が教育界を中心に高い評価を受け、1976年には岡本孝二監督による続編『新どぶ川学級』（日活児童映画）が公開された。
1979年の国際児童年記念映画『東京大空襲 ガラスのうさぎ』でインド児童映画祭金の象賞、1982年の原爆被害記録映画『にんげんをかえせ』では1984年度のアメリカン･フィルムフェスティバルブルーリボン賞をそれぞれ受賞。1985年には沖縄戦開戦40周年記念映画『戦場ぬ童』で教育映画祭優秀賞。
この他にも電電公社（現･NTT）合理化反対闘争をモチーフにした『母さんの樹』（1986年）、米軍NLP基地設置に揺れる三宅島を舞台とするドキュメンタリー映画『怒りの三宅島』（1987年）など社会派作品を数多く残した。
晩年はプロレタリア作家小林多喜二の半生を描いたドキュメンタリー映画『時代を撃て･多喜二』（池田博穂監督、2005年）の脚本を担当したが、2010年9月22日、心筋梗塞のため東京都港区の病院で死去。享年77。

## 監督作品
- 『働く少年のねがい』（1956年）
- 『炎と海と少年』（1963年）
- 『Mu-2』（1965年）
- 『ある保線所の記録』（1968年）
- 『沖縄』（1970年）
- 『牛鬼たいじ』（同上）
- 『どぶ川学級』（1972年）
- 『教科書“百年”』（1973年）
- 『教室205号』（1974年）
- 『兄から弟へ』（同上）
- 『あした花火』（1977年）
- 『金大中事件･告発』（同上）
- 『東京大空襲 ガラスのうさぎ』（1979年）
- 『にんげんをかえせ』（1982年）
- 『戦争･子どもたちの遺言』（1984年）
- 『戦場ぬ童』（1985年）
- 『母さんの樹』（1986年）
- 『怒りの三宅島』（1987年）
- 『染と織』（同上）
- 『続怒りの三宅島』（1988年）
- 『証言･言論弾圧横浜事件』（1990年）
- 『木』（同上）
- 『ポリゴン』（1991年）
- 『うちなー旅』（1994年）
- 『ベトナムのダーちゃん』（同上）